# Ma Duanlin
Mă Duānlín (馬端臨T, 马端临S, Ma TuanlinWT, 马端临S, Ma TuanlinW; 1245 – 1322) è stato uno scrittore ed enciclopedista cinese.
Divenne noto nel 1317 per aver pubblicato l'enciclopedia cinese Wenxian Tongkao in 348 volumi.

## Biografia
Dal 1273, Ma Duanlin iniziò la compilazione del Wenxian Tongkao utilizzando la collezione e il consiglio di suo padre. Dopo la morte di suo padre, Ma Duanlin fu chiamato a servire la dinastia Yuan e successivamente ebbe un ruolo importante nel fare rivivere il sistema educativo della Cina.
Ma Duanlin descrisse nelle sue opere i vari regni: Champa, Chi Tu, Pan Pan, l'Impero Khmer e il Regno di Kediri. Inoltre, descrisse la campagna di Jayavarman VII creata per invadere i Champa nel 1177.